# 志度站
志度站（日语：／ Shido eki */?）是位於日本香川縣讚岐市志度，隸屬於四國旅客鐵道（JR四國）的鐵路車站。車站編號為T19。本站是高德線其中一個全特急列車停靠的車站。本站也鄰近志度線的琴電志度站。由於兩站距離不足100公尺，因此成為兩線的轉乘車站。

## 車站構造

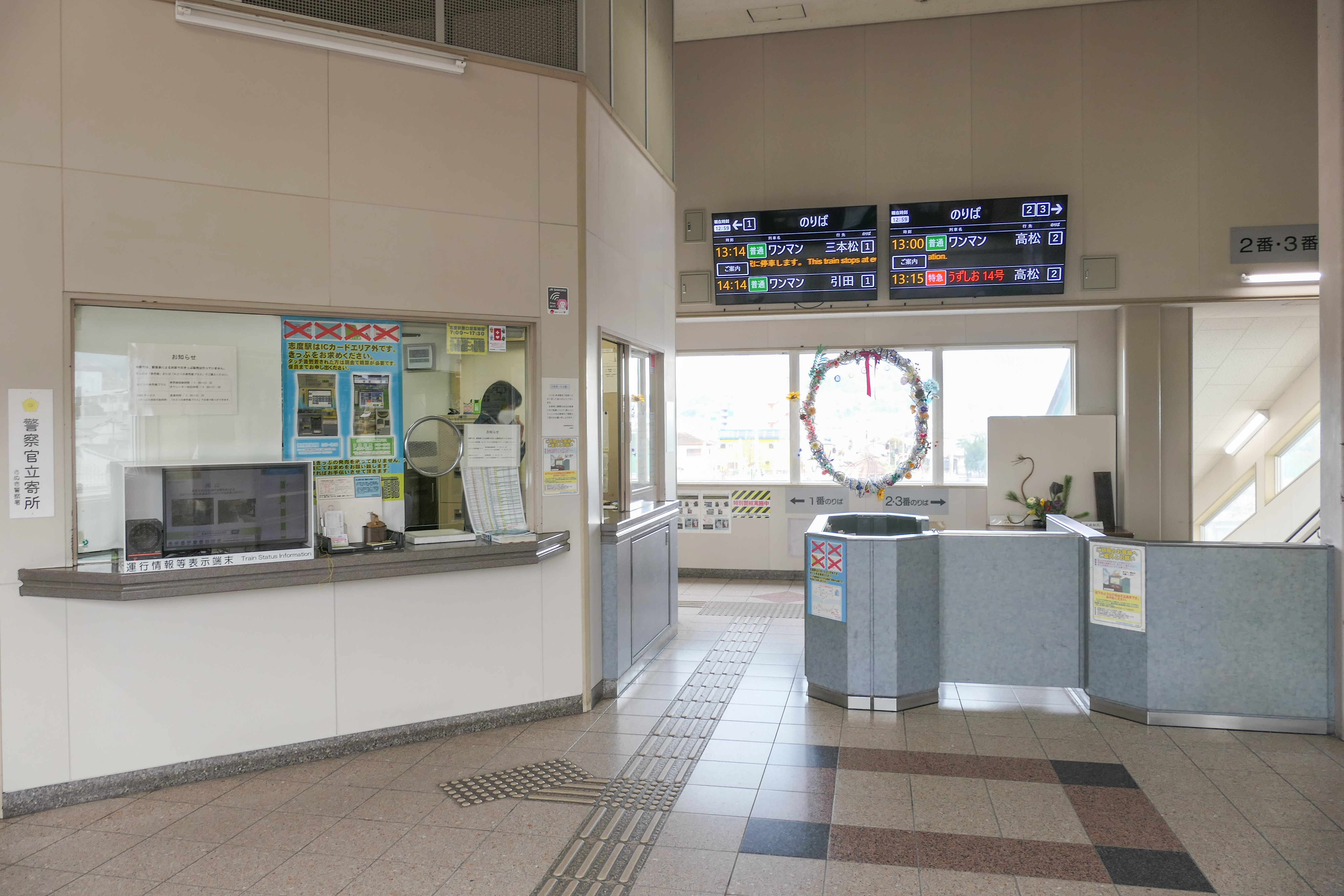
驗票口（2025年1月）
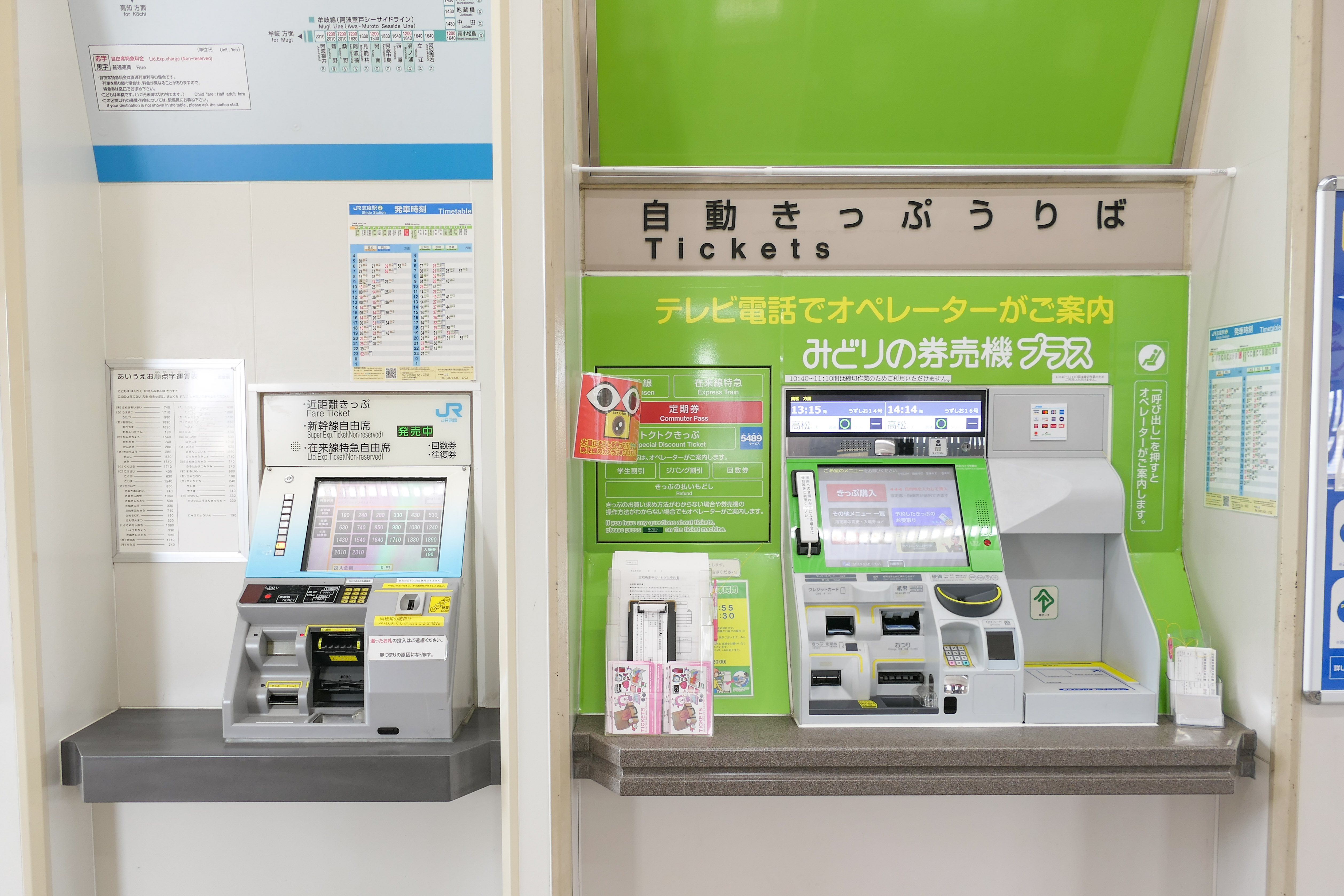
自動售票機（2025年1月）

本站現時使用的站房為第二代站房，於1998年啟用，並以鐵架支撐。車站大廳位於跨線橋上，並設有附設綠窗口的售票大廳、售票機及小商店。連接跨線橋及地面的站房，屋頂採用孤型設計，地下為洗手間，旁邊的建築物則為JR四國管理的White Plaza。過往曾由JR四國屬下的餐廳及便利店進駐，但已閉店。現時由當地和菓子連鎖店「名物かまど」進駐。至於橋上的小商店，現時則由連鎖便利商店羅森進駐。
本站設有島式月台及側式月台各1個，共提供2面3線的配置。其中側式月台為1號月台，島式月台則分別為2、3號月台。原來的設計是由2個側式月台所組成，後來因應高速化改善工程，遠離站房的一邊改建為島式月台。主軌道設於2號月台，過往有部份特急或急行列車會通過本站時，待避列車會駛進1號月台，以騰出2號月台路軌讓其他列車通過；不過現時由於所有列車均在本站停車，再加上增設多一個月台時，避車功能已大為減低。

大抵上，1號月台是供下行往德島站時使用，而2號月台則主要供上行往高松站使用，但如果遇上同方向特急列車接駁普通列車時，則不論上行或下行，特急列車會停靠2號月台，而普通列車則停靠於3號月台。有效長度方面，1號月台為6輛，而島式月台則為5輛。

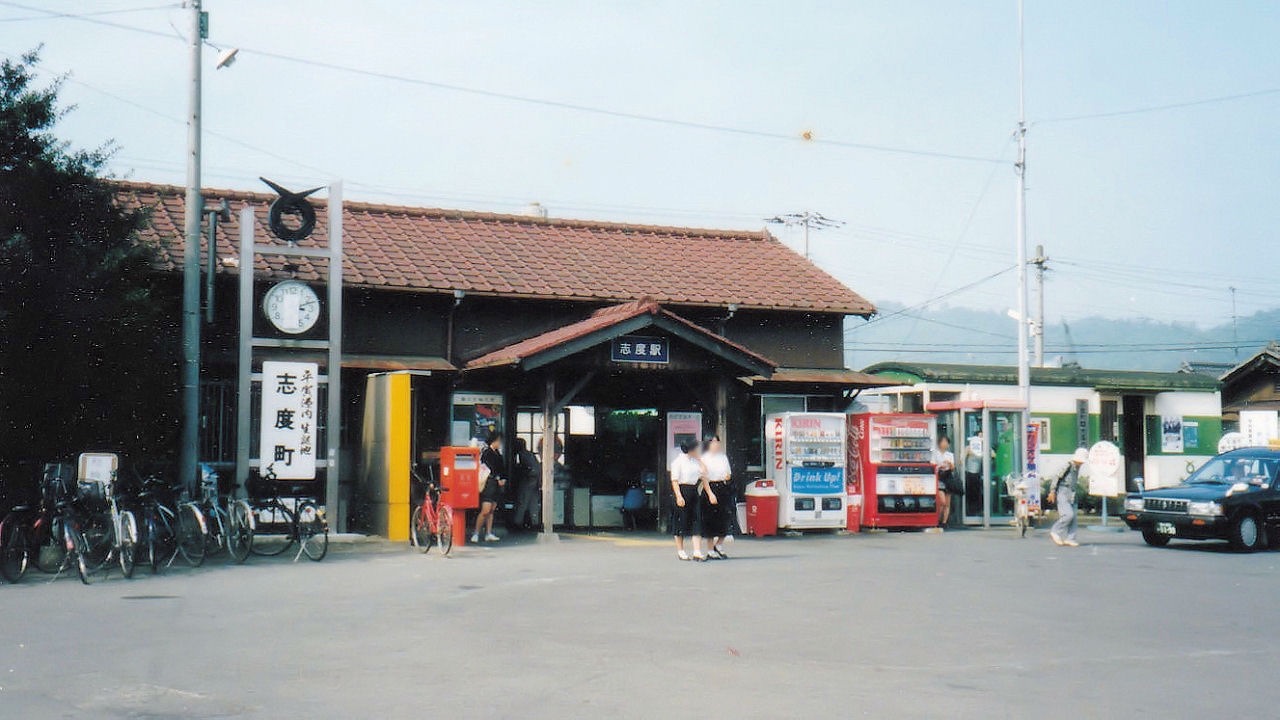
第1代志度站站房（1991年）

### 月台配置
| 月台 | 路線    | 方向 | 目的地                 |
| ---- | ------- | ---- | ---------------------- |
| 1－3 | ■高德線 | 下行 | 三本松、引田、德島方向 |
| 1－3 | ■高德線 | 上行 | 高松、岡山方向         |

## 歷史
- 1925年8月1日：開業。
- 1987年4月1日：日本國鐵分割民營化，車站的營運由JR四國繼承。
- 1988年4月17日：車站大堂轉移至架空橋上。

## 歷年乘客人數
| 乘車人員推算 | 乘車人員推算 | 乘車人員推算 |
| 年度         | 1日平均人數  |              |
| ------------ | ------------ | ------------ |
| 2002         | 1,324        |              |
| 2003         | 1,258        |              |
| 2004         | 1,204        |              |
| 2005         | 1,148        |              |
| 2006         | 1,136        |              |
| 2007         | 1,103        |              |
| 2008         | 1,087        |              |
| 2009         | 1,076        |              |
| 2010         | 1,009        |              |
| 2011         | 975          |              |
| 2012         | 944          |              |
| 2013         | 970          |              |

## 相鄰車站
※停靠此站的特急「渦潮」的相鄰停靠站參見列車條目。
四國旅客鐵道（JR四國）
■高德線
讚岐牟禮（T20）－志度（T19）－橘鎮（T18）